# مينورو أوتا
مينورو أوتا (باليابانية: 大田 実) ولد في 12 أبريل 1891 وانتحر في 13 يونيو 1945، كان أدميرالاً في البحرية الإمبراطورية اليابانية خلال الحرب العالمية الثانية وآخر قائد للقوات البحرية اليابانية التي دافعت عن شبه جزيرة أوروكو خلال معركة أوكيناوا.

## سيرته الشخصية
كان أوتا من مواليد ناغارا، تشيبا. تخرج من أكاديمية البحرية اليابانية الإمبراطورية في 1913 وكان ترتيبه 64 من أصل 118 طالباً من الدفعة 41. خدم أوتا كضابط صف بحري على الطراد أزوما في رحلته التدريبية لمسافات طويلة إلى هونولولو، سان بيدرو، سان فرانسيسكو، فانكوفر، فيكتوريا، تاكوما، سياتل، هاكوداته وآوموري. بعد عودته إلى اليابان، انتدب للعمل على البارجة كاواتشي وبعدها أن عُينّ ملازم على البارجة فوسو. وبعد ترقيته إلى ملازم في 1916، عاد إلى مدرسة المدفعية البحرية، لكنه اضطر أخذ إجازة لمدة عام من الخدمة النشطة من نوفمبر 1917 إلى سبتمبر 1918 بسبب مرض السل. لدى عودته إلى الخدمة الفعلية، أكمل دورات دراسية في مدرسة الطوربيدات ودورات متقدمة في المدفعية البحرية. بعد فترات وجيزة من الخدمة على البارجتين هيي وفوسو، عاد كمدرس في كلية الهندسة البحرية.

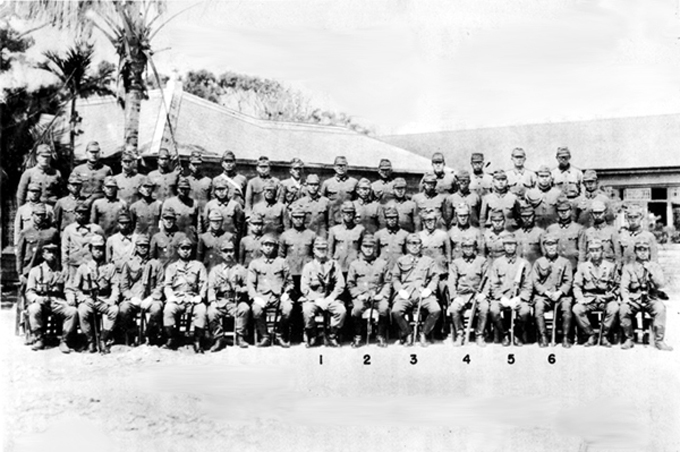
القادة اليابانيون على أوكيناوا قبل معركة أوكيناوا

كان لدى أوتا أيضاً خبرة مع قوات الإنزال البحرية الخاصة اليابانية (SNLF، المعادل الياباني لمشاة البحرية الملكية)، حيث كُلفّ بقيادة كتيبة من قوات الإنزال البحرية الخاصة في حادثة شنغهاي الأولى عام 1932. وترقى إلى مقدم في 1934. وفي 1936 عيّن كضابط تنفيذي للبارجة ياماشيرو، وأعطى أمره الأول أخيراً، لناقلة الوقود تسورومي في 1937. وترقى إلى عقيد في ديسمبر من نفس العام.

## وصلات خارجية
- Nishida، Hiroshi. "Imperial Japanese Navy". مؤرشف من الأصل في 2013-01-29. اطلع عليه بتاريخ 2008-11-10.